# Rendlesham Forestincidenten
Rendlesham Forestincidenten kallas de serier av rapporterade iakttagelser i december 1980 i närheten av Rendlesham Forest i Suffolk, England. Iakttagelserna gäller oförklarliga ljus och objekt på himlen samt den påstådda landningen av en utomjordisk rymdfarkost. Den är tillsammans med Berwyn Mountainincidenten den kanske mest berömda UFO-händelsen i Storbritannien, och en av de bäst kända i världen. Den har blivit jämförd med Roswellincidenten i USA och är bland amerikaner vanligtvis refererad till som "Storbritanniens Roswell" eller den "Engelska Roswell".
Efter händelsen förnekade Storbritanniens försvarsministerium att den utgjorde ett hot mot den nationella säkerheten och därför blev händelsen aldrig utredd som ett säkerhetsproblem. Emellertid visade senare bevis att försvarsministeriet hade mycket information om händelsen vilket har lett till påståenden om en mörkläggning av händelsen. Några har tolkat detta som en del av ett större mönster av informationsförtryck som berör den "sanna verkligheten" bakom oidentifierade flygande föremål. De menar att informationsförtrycket utövas av både amerikanska och brittiska regeringar (se UFO).

## Plats
Rendlesham Forest ägs av Forestrykommissionen och består av ungefär 15 kvadratkilometer av barrträdsplantager, hedmark och våtmarker. Den ligger i Suffolks kommun, cirka 13 kilometer öster om staden Ipswich.
Incidenten inträffade i trakterna kring två militärflygplatser som inte längre är i bruk: RAF Bentwaters, som ligger precis norr om skogen, och RAF Woodbridge som fortsätter in i skogen västerifrån. Vid tidpunkten bemannades båda av USA:s flygvapen. Incidentens huvudsakliga händelser och den påstådda "landningen" skedde i skogen, nästan 1,6 km öster om den östra huvudporten till RAF Woodbridge.
Fyren på Orford Ness, som förekommer i några av analyserna av händelsen, låg ungefär 10 kilometer öster om denna plats.

## Incidentens tidsbestämmelse
Händelsen utspelade sig mellan 26 december och 28 december 1980. Något som antyder att iakttagelserna ägde rum den 28 december istället för den 26 december är "Haltanteckningen" (beskriven nedan). Anteckningen tillhör de grundläggande bevisens huvuddelar. Den skrevs dock nästan två veckor efter händelsen och författaren medgav att han troligen hade blandat ihop datumen. Denna oförenlighet med datum har inte bara förvirrat påföljande efterforskningar, utan ledde dessutom till förvirring vid händelsens tidpunkt. Exempel på det här är Storbritanniens försvarsministeriums utredning och analys av samtida radarinspelningar.

## Huvudhändelser i Rendlesham Forestincidenten

### 26 december
På kvällen den 26 december 1980 rapporterade en invånare i byn Sudbourne, cirka 10 kilometer nordost om Rendlesham Forest, om en mystisk form (lik en uppåtvänd svamp) i luften ovanför sin trädgård. Flera rapporter beskrev också ett oidentifierat flygande föremål i närheten av USAF Woodbridge Air Base. Militärpersonal på Woodbridge flygbas trodde först att det rörde sig om en havererad flygfarkost. Vid närmare undersökningar såg de flera ljus som rörde sig mellan träden och ett bländande ljus från ett oidentifierat föremål.

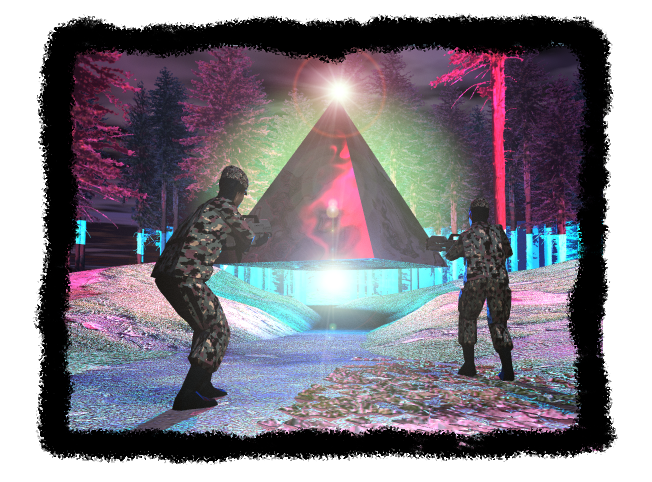
Militärerna hävdade att de sett ett koniskt, metalliskt, svävande objekt i skogen.

Några av männen hävdade att de hade sett ett koniskt, metalliskt objekt, upphängt i ett gult dis som svävade ovanför en skogsglänta. Ovanför objektet pulserade en blå och röd cirkel av ljus. Ett ögonvittne påstår att det såg ett triangelformat landningsställ på objektet. Militärerna hävdade även att objektet såg ut att vara fullkomligt medvetet om deras närvaro och förflyttade sig bort från dem vilket tvingade dem att följa efter. Militärerna sade senare att de hade befunnit sig i ett förvirrat tillstånd. Några rapporter påstår att lokala gårds- och husdjur hade uppträtt i ett tillstånd av rädsla och panik.
Enligt påståenden blev männen utfrågade, hotade och beordrade att skriva under dokument som tvingade dem att hålla tyst. En person hävdar till och med att denne tvingades underteckna ett dokument som påstod att UFO:t var en fyr.
Militärerna återvände nästa morgon till den lilla skogsgläntan där de hade sett det koniska objektet. De fann tre små avtryck i ett triangelformat mönster likväl som brännmärken och brutna grenar på närbelägna träd.

### 28 december
De kom tillbaka på kvällen den 28 december med strålningsdetektorer, men betydelsen av resultaten de fick är omtvistade. Den ställföreträdande baskommendören undersökte personligen denna iakttagelse och spelade in händelserna på en mikrokassettinspelare (se "Haltbandet" nedanför).
Det finns påståenden som hävdar att händelsen spelades in på video av USAF, men det resulterande bandet har inte offentliggjorts.
Det har gått rykten om att små varelser med kupolförsedda huvuden lämnade farkosten och att RAF Bentwaters baskommendör, Gordon Williams, hävdade att han kommunicerade med utomjordingarna via teckenspråk. Dessa rykten har inga bevis och kommer från obekräftade utlåtanden.

## Primära och sekundära källor
Den första rapporten om incidenten publicerades i nyhetstidningen News of the World 1983-10-02. Den hade den sensationella rubriken "UFO landar i Suffolk - och det är officiellt". Berättelsen var baserad på en redogörelse av en före detta amerikansk flygare med pseudonymen Art Wallace (antagligen för att skydda sig själv mot vedergällning från USAF). Hans riktiga namn var dock Larry Warren.

### Haltanteckningen
Det första primära beviset som blev tillgängligt för allmänheten var en anteckning skriven av baskommendören Lt. Col. Charles I. Halt. Den skrevs till försvarsministeriet och är känd som "Haltanteckningen". Den här blev officiellt tillgänglig i USA tack vare the US Freedom of Information Act. Anteckningen daterades till 1981-01-13 och hade namnet "Oförklarliga Ljus". Förseningen på två veckor mellan händelsen och rapporten kanske kan förklara felen angående de angivna datumen och tiderna.

### Ögonvittnens uttalanden den 26 december
Den skotske forskaren James Easton lyckades få tag i de ursprungliga ögonvittnesuttalanden gjorda för Col. Halt av Fred A. Buran, 81st Security Police Squadron, Airman First Class John Burroughs, 81st Security Police Squadron, Airman Edward N. Cabansag, 81st Security Police Squadron, Master-Sergeant J. D. Chandler, 81st Security Police Squadron och Staff-Sergeant Jim Penniston, 81st Security Police Squadron.
De här dokumenten beskriver iakttagelserna av egendomliga ljus. Penniston förklarar till exempel att "ett stort gult ljus sändes ut ovanför träden. I mitten av det upplysta området, precis i centrum av marknivån, var det ett rött ljus som blinkade av och på i 5-10-sekundersintervaller. Det fanns också ett blått ljus som för det mesta var konstant."
Det hördes även obekanta ljud. Burroughs uppgav ett ljud "som om en kvinna skrek" och dessutom att "du kunde höra djuren på gården föra ett väldigt oväsen". Emellertid noterar djurexperter att det inte fanns några djur på den närbelägna gården och att ljuden högst troligen kom från vilddjur, till exempel hjort. Burroughs redogörelse säger också att "Vi kunde se ett ljus cirkulera, så vi vandrade mot det. Vi följde det i ungefär 3 kilometer innan vi kunde se det komma från en fyr."
Pennistons uttalande är det enda som bestämt identifierar ett mekaniskt objekt som källan till ljusen. Han anger att han var 50 meter ifrån objektet och "det var definitivt av mekanisk karaktär"[sic].
Ögonvittnenas upplevelse gjorde dem nervösa och trodde att de hade bevittnat något som Buran uttrycker det "som med inga medel går att förklara".

### Haltbandet
År 1984 fick forskare tag på vad som har blivit känt som "Haltbandet". På grund av brus och att bandet hade spelats in på en gammal maskin, kunde mycket av dess bakgrundskonversationer inte urskiljas. Amerikanska Sci Fi Channel har nu lagt vantarna på den ursprungliga inspelningen som dokumenterar hur Lt. Colonel Halt (USAF) och hans patrull undersöker en iakttagelse av ett UFO i Rendlesham Forest, december 1980. Detta band avslöjar inte bara mycket mer av bakgrundskonversationerna, utan tillhandahåller också namn vilka inte kunde höras på bandet från 1984 (med anledning av dålig kvalitet).

### Suffolkpolisens logg
Polisstyrkan i Suffolk har en inspelning av en rapport från the law Enforcement Desk of RAF Woodbridge daterad 26 december 1980. Den förklarar att "Vi har iakttagit några ovanliga ljus på himmelen, vi har skickat iväg en del obeväpnade trupper för att granska, för närvarande benämner vi det som ett U.F.O". Polisen undersökte denna redogörelse och det inspelade resultatet är följande: "Air Traffic Control West Drayton kontrollerad. Ingen kunskap om flygplan. Mottagna rapporter om luftfenomen över södra England under natten. Enda synliga ljus i det här området var från Orfordfyren. En genomsökning av området - negativt."

## Andra installationer som involverar militären
Några forskare har hävdat att personal från Porton Down besökte Rendlesham år 1980 efter Rendlesham Forestincidenten. Emellertid har inga bevis presenterats och det verkar ha uppstått en förväxling mellan andra påstådda UFO-incidenter.
Lord Hill-Norton (själv en recensent av Brunis bok om händelsen, se nedanför) frågade hennes majestäts regering "Om de är medvetna om några inblandningar från Special Branchs sida gällande undersökningen av 1980 års Rendlesham Forestincidenten [HL303]". 
Baronessan Symons av Vernham Dean gav svaret att "Special Branchofficerare möjligtvis var medvetna om den, men skulle inte ha visat intresse så tillvida det inte fanns bevis om ett potentiellt hot mot den nationella säkerheten. Inget sådant intresse såg ut att finnas".
År 2001 släppte den brittiska regeringen sin mapp om händelsen till forskare. Detta blev möjligt därför att David Clarke åberopade the Code of Practice for Access to Government Documents, en föregångare till the Freedom of Information Act. Försvarsministeriet har sedan dess tillgängliggjort dessa dokument via internet. Däremot fortsätter USA att hålla tyst trots förfrågningar från diverse håll.

## Skeptiska synvinklar
År 1983 undersökte vetenskapsförfattaren Ian Ridpath incidenten, ursprungligen för BBC TV Breakfast Times räkning. 1985-01-05 skrev Ridpath en artikel för The Guardian som starkt misstrodde berättelserna om UFO-iakttagelserna i Rendlesham. Han frågade den lokala skogvaktaren Vince Thurkettle om det blixtrande ljuset och han indikerade att det härstammade från en intilliggande fyr. Om fyren ses från utkanten av skogen, ser den ut att röra sig om åskådaren förflyttar sig. Om ett UFO var närvarande borde männen också ha rapporterat en andra källa av ljus (fyren). På Haltbandet (omnämnt ovanför) hör man en oidentifierad man ropa "Där är det igen...där är det" med en paus på fem sekunder. Detta är samma intervall som i fyrkaraktären för fyren Orford Ness.
Thurkettle såg, precis som den lokala polisen, de påstådda "landningsmärkena" och identifierade dem som bara några gamla "kaninhål" täckta med granbarr. De påstådda brännmärkena på träden var i själva verket yxhugg gjorda av skogvaktare för att markera att träden var redo att bli fällda.
För att ytterligare försvåra accepterandet av en påstådd UFO-iakttagelse, syntes en meteor över södra England vid precis samma tidpunkt som när de ursprungliga rapporterna om ett ljust objekt "landade" i skogen. Detta enligt Dr. John Mason som för British Astronomical Associations räkning samlar redogörelser av iakttagelser av meteorer.
Det avgörande bland bevisen är inspelningen av höga nivåer av strålning i området (vilket tydligt går att höra på "Haltbandet"). Ridpath påpekar att utrustningen som användes för mätningen inte var avsedd för att mäta bakgrundsstrålning och att resultat på den nedre delen av mätskalan osäkra.
Steuart Campbell föreslår en alternativ förklaring. Han föreslår att händelsen började med en iakttagelse av ett eldklot (meteor) som skådades österut. Vakterna på basen tolkade sedan det här som en brinnande farkost vilken dök ner i den närbelägna skogen. Faktum är att den borde ha befunnit sig flera kilometer därifrån, över Nordsjön. Campbell argumenterar för att det som Halt och hans män efteråt såg på sin nattliga expedition var the Shipwash lightship. Den påstådda "rymdfarkosten" var i själva verket ljusa planeter. Campbell ställer sig kritisk till USAF:s förmåga att hantera sin utrustning..
En annan teori är att incidenten var en bluff. BBC rapporterade att en före detta amerikansk säkerhetspolis, Kevin Conde, hävdade att han var ansvarig för att ha skapat de konstiga ljusen i skogen. Detta skulle han ha åstadkommit genom att köra omkring i en polisbil vars ljus han hade modifierat. Conde påstår nu, år 2005, att han inte var ansvarig för incidenten.
Andra förklaringar till incidenten har inkluderat en sovjetisk spionsatellit eller ett nukleärt missöde.

## Forskare och kommentatorer
Några av de första personer som synade fallet i detalj var den brittiska ufologen Jenny Randles i sin bok "Sky Crash", och Nick Redfern i sina böcker "Cosmic Crashes" och "A Covert Agenda".
Georgina Bruni har forskat om ämnet och presenterat bevis mot teorin om fyren. En vän till Bruni, den sena Lord Hill-Norton, trodde också att ett UFO landade i Rendlesham och har kämpat för att få svar från regeringen.
Larry Warren, som var källan till den ursprungliga artikeln i News of the World, har skrivit en uttömmande artikel om ämnet och tror bestämt på en utomjordisk förklaring. Warren var visserligen en flygare hos USAF på Woodbridge base, men hans egna påståenden, om att han själv bevittnade incidenten, råder det delade uppfattningar om.
Bruni och Warren är emellertid inte överens om detaljerna. Fastän deras böcker anses vara bland de bästa källorna har de offentligt drabbat samman om de förmodade felaktigheterna i ögonvittnesskildringarna.
Den mest framstående skeptikern till hela incidenten är Ian Ridpath (omnämnd ovan). Mycket av hans forskning finns att tillgå via hans hemsida.
En av de mest framträdande personer som tror på en teori om en utomjordisk förklaring är Nick Pope. Pope arbetade för försvarsministeriet där han mellan åren 1991-1994 forskade och undersökte UFO-fenomen. Han har diskuterat Rendlesham Forestincidenten i flertalet av sina böcker och artiklar, till exempel: "Selected Documents", "Rendelsham - The Unsolved Mystery", The Rendlesham Files Reviewed" och "Rendlesham Forest UFO Incident".
Dessutom är Lieutenant Colonel (senare Colonel) Charles I Halt, den forne baskommendören på USAF Bentwaters och Woodbridge samt ett viktigare vittne av händelserna, säker på att det som han och de andra männen såg i skogen var av utomjordisk härkomst. Halt har bidragit till böcker och dokumentärer vilka berör ämnet.

## Rendlesham Forest idag
Idag ser skogen annorlunda ut. Den Stora Stormen år 1987 förorsakade massiv förstörelse av träden och Forestrykommissionen åtog sig uppdraget att återplantera den förstörda naturen. Trots det går det fortfarande att identifiera de områden vilka är förknippade med den påstådda incidenten. Forestrykommissionen har markerat en vandringsled som inkluderar de viktigaste platserna, så som den lilla skogsgläntan där objektet påstås landade.
I början av UFO-leden finns en stor triangelformad informationstavla av metall. Den visar en karta av skogen, markerar tydligt UFO-leden och ger en grundläggande skildring av vad som hände år 1980.